# Oscaruddelingen 1995
Oscaruddelingen 1995 var den 67. oscaruddeling, hvor de bedste film fra 1994 blev hædret af Academy of Motion Picture Arts and Sciences. Uddelingen blev afholdt 27. marts 1995 i Shrine Auditorium i Los Angeles, Californien, USA. Værten var David Letterman.

## Vindere og nominerede
Vindere står øverst, er skrevet i fed.
| Bedste film - Forrest Gump – Wendy Finerman, Steve Tisch og Steve Starkey, producere - Fire bryllupper og en begravelse – Duncan Kenworthy, producer - Pulp Fiction – Lawrence Bender, producer - Quiz Show – Robert Redford, Michael Jacobs, Julian Krainin og Michael Nozik, producere - En verden udenfor – Niki Marvin, producer | Bedste instruktør - Robert Zemeckis – Forrest Gump - Woody Allen – Bullets over Broadway - Quentin Tarantino – Pulp Fiction - Robert Redford – Quiz Show - Krzysztof Kieślowski – Rød |
| Bedste mandlige hovedrolle - Tom Hanks – Forrest Gump som Forrest Gump - Morgan Freeman – En verden udenfor som Ellis Boyd "Red" Redding - Nigel Hawthorne – Den gale kong George som Kong Georg 3. af Storbritannien - Paul Newman – Hvem er fuldkommen? som Donald "Sully" Sullivan - John Travolta – Pulp Fiction som Vincent Vega | Bedste kvindelige hovedrolle - Jessica Lange – Blue Sky som Carly Marshall - Jodie Foster – Nell som Nell Kellty - Miranda Richardson – Tom & Viv som Vivienne Haigh-Wood - Winona Ryder – Pigebørn som Josephine "Jo" March - Susan Sarandon – Klienten som Regina "Reggie" Love |
| Bedste mandlige birolle - Martin Landau – Ed Wood som Bela Lugosi - Samuel L. Jackson – Pulp Fiction som Jules Winnfield - Chazz Palminteri – Bullets over Broadway som Cheech - Paul Scofield – Quiz Show som Mark Van Doren - Gary Sinise – Forrest Gump som Lt. Dan Taylor | Bedste kvindelige birolle - Dianne Wiest – Bullets over Broadway som Helen Sinclair - Rosemary Harris – Tom & Viv som Rose Robinson Haigh-Wood - Helen Mirren – Den gale kong George som Queen Charlotte - Uma Thurman – Pulp Fiction som Mia Wallace - Jennifer Tilly – Bullets over Broadway som Olive Neal |
| Bedste originale manuskript - Pulp Fiction – Skrevet af Quentin Tarantino; Historie af Quentin Tarantino og Roger Avary - Bullets over Broadway – Woody Allen og Douglas McGrath - Fire bryllupper og en begravelse – Richard Curtis - Engel min engel – Peter Jackson og Frances Walsh - Rød – Krzysztof Kieślowski og Krzysztof Piesiewicz | Bedste manuskript baseret på materiale, der tidligere er produceret eller udgivet - Forrest Gump – Eric Roth baseret på romanen af Winston Groom - Den gale kong George – Alan Bennett baseret på hans skuespil The Madness of George III - Hvem er fuldkommen? – Robert Benton baseret på novellen af Richard Russo - Quiz Show – Paul Attanasio baseret på bogen Remembering America: A Voice from the Sixties af Richard N. Goodwin - En verden udenfor – Frank Darabont baseret på den korte roman "Rita Hayworth and Shawshank Redemption" af Stephen King |
| Bedste fremmedsprogede film - Brændt af solen (Rusland) – Nikita Mikhalkov, instruktør - Før regnen (Makedonien) – Milcho Manchevski, instruktør - Spis drik mand kvinde (Taiwan) – Ang Lee, instruktør - Farinelli - Kastratsangeren (Belgien) – Gérard Corbiau, instruktør - Jordbær og chokolade (Cuba) – Tomás Gutiérrez Alea og Juan Carlos Tabío, instruktøre | Bedste dokumentar - Maya Lin: A Strong Clear Vision – Freida Lee Mock og Terry Sanders - Complaints of a Dutiful Daughter – Deborah Hoffmann - D-Day Remembered – Charles Guggenheim - Freedom on My Mind – Connie Field og Marilyn Mulford - A Great Day in Harlem – Jean Bach |
| Bedste korte dokumentar - A Time for Justice – Charles Guggenheim - 89 mm od Europy – Marcel Łoziński - Blues Highway – Vince DiPersio og Bill Guttentag - School of the Americas Assassins – Robert Richter - Straight from the Heart – Dee Mosbacher og Frances Reid | Bedste kortfilm - Franz Kafka's It's a Wonderful Life – Peter Capaldi and Ruth Kenley-Letts - Trevor – Peggy Rajski og Randy Stone - Kangaroo Court – Sean Astin og Christine Astin - On Hope – JoBeth Williams og Michele McGuire - Syrup – Paul Unwin og Nick Vivian |
| Bedste korte animationsfilm - Bob's Birthday – Alison Snowden og David Fine - The Big Story – Tim Watts og David Stoten - The Janitor – Vanessa Schwartz - Le moine et le poisson – Michaël Dudok de Wit - Triangle – Erica Russell | Bedste musik - Løvernes Konge – Hans Zimmer - Forrest Gump – Alan Silvestri - En vampyrs bekendelser – Elliot Goldenthal - Pigebørn – Thomas Newman - En verden udenfor – Thomas Newman |
| Bedste sang - "Can You Feel the Love Tonight" fra Løvernes Konge – Musik af Elton John; Tekst af Tim Rice - "Circle of Life" from Løvernes Konge – Musik af Elton John; Tekst af Tim Rice - "Hakuna Matata" fraLøvernes Konge – Musik af Elton John; Tekst af Tim Rice - "Look What Love Has Done" fra Junior – Musik og tekst af Carole Bayer Sager, James Newton Howard, James Ingram og Patty Smyth - "Make Up Your Mind" from Før deadline – Musik og tekst af Randy Newman | Bedste redigering af lydeffekter - Speed – Stephen Hunter Flick - Dødens karteller – Bruce Stambler og John Leveque - Forrest Gump – Gloria Borders og Randy Thom |
| Bedste lyd - Speed – Gregg Landaker, Steve Maslow, Bob Beemer og David MacMillan - Dødens karteller – Donald O. Mitchell, Michael Herbick, Frank A. Montaño og Art Rochester - Forrest Gump – Randy Thom, Tom Johnson, Dennis S. Sands og William B. Kaplan - Legendernes tid – Paul Massey, David E. Campbell, Chris David og Douglas Ganton - En verden udenfor – Robert J. Litt, Elliot Tyson, Michael Herbick og Willie D. Burton                                           | Bedste scenografi - Den gale kong George – Ken Adam og Carolyn Scott - Bullets over Broadway – Santo Loquasto og Susan Bode - Forrest Gump – Art Direction: Rick Carter; Set Decoration: Nancy Haigh - En vampyrs bekendelser – Dante Ferretti og Francesca Lo Schiavo - Legendernes tid – Lilly Kilvert og Dorree Cooper |
| Bedste fotografering - Legendernes tid – John Toll - Forrest Gump – Don Burgess - En verden udenfor – Roger Deakins - Rød – Piotr Sobociński - Wyatt Earp – Owen Roizman | Bedste makeup - Ed Wood – Ve Neill, Rick Baker og Yolanda Toussieng - Forrest Gump – Daniel C. Striepeke, Hallie D'Amore og Judith A. Cory - Frankenstein – Daniel Parker, Paul Engelen og Carol Hemming |
| Bedste kostumer - Ørkendronningen Priscilla – Lizzy Gardiner og Tim Chappel - Bullets over Broadway – Jeffrey Kurland - Pigebørn – Colleen Atwood - Maverick – April Ferry - Dronning Margot – Moidele Bickel | Bedste klipning - Forrest Gump – Arthur Schmidt - Hoop Dreams – Frederick Marx, Steve James og Bill Haugse - Pulp Fiction – Sally Menke - En verden udenfor – Richard Francis-Bruce - Speed – John Wright |
| Bedste visuelle effekter - Forrest Gump – Ken Ralston, George Murphy, Stephen Rosenbaum og Allen Hall - The Mask – Scott Squires, Steve Spaz Williams, Tom Bertino og Jon Farhat - Livsfarlig løgn – John Bruno, Thomas L. Fisher, Jacques Stroweis og Patrick McClung | |

### Æres-Oscar
- Michelangelo Antonioni

### Jean Hersholt Humanitær-Oscar
- Quincy Jones

### Irving G. Thalberg Memorial Award
- Clint Eastwood